# Jay Sebring
Thomas John Kummer, professionellt känd som Jay Sebring, född 10 oktober 1933 i Birmingham, Alabama, död 9 augusti 1969 i Los Angeles, Kalifornien, var en amerikansk frisör och grundare av Sebring International. Han var även vid några tillfällen skådespelare. Han mördades, tillsammans med bland annat sin ex-flickvän Sharon Tate, av Mansonfamiljen. Han blev skjuten och sedan sparkad i ansiktet så att hans näsa och ögonhåla krossades samt att han totalt fick sju knivhugg som gjorde att han till slut dog av blodförlust.
Sebring är begravd på Holy Sepulchre Cemetery i Southfield i Michigan där han även är uppvuxen.